# Thomas Muster
Thomas Muster (n. 2 octombrie 1967, Leibnitz, Stiria, Austria) este un fost jucător profesionist austriac de tenis, fost numărul 1 în clasamentul mondial.
În cariera sa a câștigat un titlu de Grand Slam, Roland Garros 1995, 44 de turnee ATP de simplu, dintre care opt în Seria Masters și unul la dublu. A fost numărul 1 mondial în două ocazii: prima, pentru doar o săptămână, în perioada 12-18 februarie 1996, iar a doua, timp de cinci săptămâni, din 11 martie până în 14 aprilie 1996. Deține recordul absolut de titluri de simplu la categoria ATP International Series / ATP Tour 250, cu 26 de titluri.
Tot în 1995, a devenit campion la Open Romania, la prima și ultima ediție din istorie în care premiile turneului bucureștean au depășit un milion de dolari.
Având în vedere numeroasele sale succese pe zgură, a fost supranumit „Regele Zgurii”.
Cariera sa a fost marcată de un eveniment nefericit: în martie 1989 a ajuns în finala de la Miami împotriva lui Ivan Lendl, dar cu o seară înaintea finalei, în timp ce își lua echipamentul din mașină, a fost lovit de un șofer aflat în stare de ebrietate. A suferit o ruptură a ligamentelor încrucișate ale genunchiului stâng și, potrivit unor medici, nu mai putea juca tenis competitiv. În ciuda acestui fapt, după cinci luni și jumătate, s-a întors să joace. Pentru a grăbi recuperarea a însărcinat unui tâmplar austriac să construiască un scaun special care să-i permită să joace tenis stând în picioare, fără ca piciorul să atingă pământul, pentru a antrena măcar restul corpului în timpul recuperării la genunchi.
În 2010, la vârsta de 43 de ani, a revenit să joace în circuitul challenger dar a obținut o singură victorie, împotriva slovenului Borut Pic în turneul de la Ljubljana, suferind opt înfrângeri.

## Finale de Mare Șlem și în seria Masters

### Finale de Mare Șlem

#### Simplu: 1 (1–0)
| Rezultat | An   | Turneu      | Suprafață | Adversar      | Scor          |
| -------- | ---- | ----------- | --------- | ------------- | ------------- |
| Campion  | 1995 | French Open | Zgură     | Michael Chang | 7–5, 6–2, 6–4 |

### Finale în seria Masters

#### Simplu: 10 (8–2)
| Rezultat | An   | Turneu          | Suprafață      | Adversar           | Scor                         |
| -------- | ---- | --------------- | -------------- | ------------------ | ---------------------------- |
| Finalist | 1990 | Monte Carlo     | Zgură          | Andrei Cesnokov    | 5–7, 3–6, 3–6                |
| Campion  | 1990 | Roma            | Zgură          | Andrei Cesnokov    | 6–1, 6–3, 6–1                |
| Campion  | 1992 | Monte Carlo     | Zgură          | Aaron Krickstein   | 6–3, 6–1, 6–3                |
| Campion  | 1995 | Monte Carlo (2) | Zgură          | Boris Becker       | 4–6, 5–7, 6–1, 7–6(8–6), 6–0 |
| Campion  | 1995 | Roma (2)        | Zgură          | Sergi Bruguera     | 3–6, 7–6(7–5), 6–2, 6–3      |
| Campion  | 1995 | Essen           | Carpetă (sală) | MaliVai Washington | 7–6(8–6), 2–6, 6–3, 6–4      |
| Campion  | 1996 | Monte Carlo (3) | Zgură          | Albert Costa       | 6–3, 5–7, 4–6, 6–3, 6–2      |
| Campion  | 1996 | Roma (3)        | Zgură          | Richard Krajicek   | 6–2, 6–4, 3–6, 6–3           |
| Campion  | 1997 | Miami           | Hard           | Sergi Bruguera     | 7–6(8–6), 6–3, 6–1           |
| Finalist | 1997 | Cincinnati      | Hard           | Pete Sampras       | 3–6, 4–6                     |